# Чехівка
Че́хівка — село в Україні, у Золотоніському районі Черкаської області. Входить до складу Іркліївської сільської громади. У селі мешкає 524 людей.

## Історія
За козаччини Чехівка входила до складу Кропивнянської сотні Переяславського полку.
З ліквідацією сотенного устрою на Лівобережній Україні село перейшло до складу Золотоніського повіту Київського намісництва
У селі з 1779 року була церква Покрова Пресвятої Богородиці.
За описом Київського намісництва 1781 року в селі Чехівка було 106 хат. За описом 1787 року в селі проживало 327 душ. Було у володінні козаків і власників: таємного радника Неплюєва і військового товариша Дмитра Ісаєвича.
У XIX ст. Чехівка була у складі Мельниківської волості Золотоніського повіту Полтавської губернії.
Село є на мапі 1812 року.

## Сучасність
У селі Чехівка є два непрацюючих магазини: «У Тараса» та «Сільмаг». Магазин «Сільмаг» був побудований на честь 60-річчя Жовтневого перевороту. В селі є клуб та пам'ятник на честь воїнів з цього села, які загинули у Другій світовій війні. Є непрацююча аптека, медпункт, пошта також зачинена..
На в'їзді в село стоїть хрест на честь загиблим під час Голодомору. Кожного року на нього жителі вішали новий рушник. По черзі рушник змінює кожна родина з села, в якої хоч хтось загинув в голодоморі.

## Природа
У селі є болото та котлован, у якому влітку купаються місцеві жителі або ловлять рибу. Село характерне чистою колодязною водою.

## Відомі люди
У Чехівці народились:
- Ілляшенко Василь Васильович (1935-2014) — кінорежисер, сценарист, письменник, педагог. Заслужений діяч мистецтв України (1998).
- Ілляшенко Михайло Васильович (1951 р.н.) — режисер. Заслужений діяч мистецтв УРСР (1990).